# Pseudocalamobius flavolineatus
Pseudocalamobius flavolineatus là một loài bọ cánh cứng trong họ Cerambycidae.